# Petrina Price
Petrina Price (née le 26 avril 1984 à Greenacre) est une athlète australienne, spécialiste du saut en hauteur.

## Palmarès
| Date | Compétition                    | Lieu              | Résultat | Marque |
| ---- | ------------------------------ | ----------------- | -------- | ------ |
| 2000 | Championnats du monde juniors  | Santiago du Chili | 7e       | 1,80 m |
| 2001 | Championnats du monde jeunesse | Debrecen          | 2e       | 1,81 m |
| 2002 | Championnats du monde juniors  | Kingston          | 3e       | 1,87 m |
| 2004 | Championnats du monde en salle | Budapest          | qual.    | 1,86 m |
| 2004 | Jeux olympiques                | Athènes           | qual.    | 1,80 m |
| 2009 | Championnats du monde          | Berlin            | qual.    | 1,89 m |
| 2010 | Championnats du monde en salle | Doha              | qual.    | 1,85 m |

### Records
Elle a franchi 1,94 m à Cottbus le 8 août 2009, peu avant les Mondiaux de Berlin, record personnel.